# Гомес, Грегорио
Грего́рио Гомес Альварес (исп. Gregorio Gómez Álvarez; 14 февраля 1927 — 24 марта 2015) — мексиканский футболист, играл на позиции защитника. Участник чемпионата мира 1950 года.

## Биография

### Клубная карьера
Начинал карьеру в полупрофессиональном клубе «Индустриаль Тепатитлан». В 1948 году присоединился к клубу «Гвадалахара», за которую играл в течение шести сезонов. В первые годы своей карьеры в «Гвадалахаре» он стал основным игроком и был привлечён в сборную Мексику. В 1954 году перешёл в «Атлас», за который играл в течение шести сезонов.
В 1960 году перешёл в «УНАМ Пумас», в котором отыграл три сезона и завершил карьеру игрока.

### Карьера в сборной
В составе сборной Мексики принимал участие на чемпионате мира 1950 года, где сыграл в двух матчах группового этапа со сборными Югославии (1:4) и Швейцарии (1:2). Сборная Мексики проиграла три матча и с нулём очков заняла последнее место в группе. Всего за сборную Мексики сыграл 6 матчей.

### Смерть
Скончался 24 марта 2015 года в Гвадалахаре в возрасте 88 лет.